# This Sucks.
«This Sucks.» (стилизованная как «this sucks.») — песня канадских музыкантов Virginia to Vegas и Маккензи Портер, вышедшая 17 сентября 2021 года. Они написали песню вместе с Лоуэллом, Натаном Ферраро и Майком Уайзом, а Уайз выступил сопродюсером трека вместе с Virginia to Vegas.

## История
Дерик Джон Бейкер, известный на профессиональном уровне как «Virginia to Vegas», заявил, что «This Sucks.» — это «о том, что делает с тобой встреча бывшего с кем-то другим. Ты рад за них, потому что когда-то любил их, но единственные слова, которые ты можешь найти, чтобы объяснить свои чувства, — это „Вау, это действительно отстойно сейчас“». Бейкер отметил, что услышал песню Портер по радио, когда ехал в продуктовый магазин, и подумал, что было бы «идеально», если бы она присоединилась к нему в песне.

## Отзывы
Керри Дул из FYI Music News заявил, что «This Sucks.» была написана в «фирменном электро-поп стиле» Virginia to Vegas, добавив, что в ней «его пронзительный вокал эффективно сочетается с чёткой подачей Портер». The Reviews Are In описали песню как «фантастическое и неожиданное сотрудничество над песней, которая бьёт по вашим чувствам, но сохраняет тот же поп-управляемый, постукивающий ногами, восходящий темп, к которому мы привыкли от [Virginia to Vegas]». Майкл О’Коннор Маротта из Vanyaland сказал, что трек «затрагивает» тему встречи с «бывшим любовником во время прогулки» с «энергией электропопа». Lefuturewave отметил «увлекательный тон», сказав, что «электронный стиль припева будет держать слушателей заворожёнными». Enigma Online заявила, что трек «движим квинтэссенцией поп-бита, но в его основе чувствуется меланхолия», добавив, что это «идеальный саундтрек к одному из самых нелюбимых переходов года», когда лето переходит в осень.
.

## Чарты

### Еженедельные хит-парады
| Чарт (2022)                   | Высшая позиция |
| ----------------------------- | -------------- |
| Канада CHR/Top 40 (Billboard) | 26             |
| Канада Hot AC (Billboard)     | 42             |